# Fotbollsföreningen Jaro Jalkapalloseura
O Fotbollsföreningen Jaro Jalkapalloseura, também conhecido como FF Jaro, é um clube de futebol finlandês com sede na cidade de Jakobstad. Foi fundado em 18 de dezembro de 1965 por um grupo de trabalhadores da Jakobstads Rostfria.

## História
O Fotbollsföreningen Jaro Jalkapalloseura foi fundado em 18 de dezembro de 1965 por um grupo de trabalhadores da Jakobstads Rostfria, que resolveram criar um novo clube após a extinção do IF Drott. O primeiro jogo do Jaro foi contra o Lapuan Virki. Em 1966, qualificou-se para a Suomensarja, a segunda divisão do futebol finlandês daquela época.
O clube configurou em divisões inferiores durante as duas décadas seguintes. Porém, em 1990. obteve o acesso para a Veikkausliiga. Este, aliás, foi o auge do Jaro, uma vez que conquistou os títulos dos campeonatos nacionais de futsal e futebol feminino, além do vice-campeonato da Veikkausliiga de 1993.